# Selene (thần thoại)
Trong thần thoại Hy Lạp, Selene (tiếng Hy Lạp cổ: Σελήνη [selɛ̌ːnɛː] "Mặt Trăng") là nữ thần Mặt Trăng nguyên thủy và là con gái của hai vị thần Titan Hyperion và Theia, là chị em gái của thần mặt trời Helios và nữ thần bình minh Eos. Vị thần này lái cỗ xe ngựa mặt trăng ngang qua thiên đường. Trong thần thoại La Mã, nữ thần Mặt Trăng được gọi là Luna, tiếng Latin nghĩa là "Mặt Trăng".

## Hình dáng

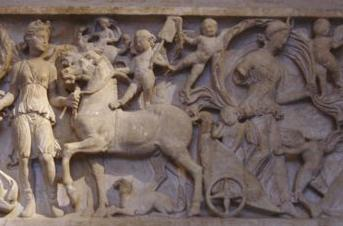
Selene

Selene thường được mô tả như một phụ nữ xinh đẹp với gương mặt xinh đẹp và mái tóc đen óng ả, đi trên một chiếc xe được kéo bởi một cặp bò đực hoặc ngựa. Ngoài ra cô cũng được tả đang cưỡi một con ngựa hoặc bò đực, mặc áo choàng, đeo vương miện hình trăng khuyết trên đầu và cầm theo một cây đuốc.

## Trong thần thoại
Selene là chị em gái của thần mặt trời Helios. Sau khi anh em trai mình hoàn tất chuyến đi quanh bầu trời vào ban ngày, Selene, vừa tắm xong từ đại dương Oceanus, bắt đầu chuyến đi của chính mình trong màn đêm. chị gái của thần, Eos, là nữ thần của ban mai.